# Ronde van Italië 2018/Startlijst
Dit artikel beschrijft de startlijst van de 101e Ronde van Italië die op vrijdag 4 mei 2018 van start ging in Jeruzalem. In totaal deden er 22 ploegen mee aan de rittenkoers die op zondag 27 mei 2018 eindigde in de stad Rome. Iedere ploeg moest acht wielrenners inschrijven voor de wedstrijd, wat het totaal aantal deelnemers op 176 bracht.

## Overzicht

### Team Sunweb
| rugnummer | renner           | prestaties deze ronde | opmerkingen              | eindklassering |
| --------- | ---------------- | --------------------- | ------------------------ | -------------- |
| 1         | Tom Dumoulin     | Winnaar: 1e etappe    |                          | 2e plaats      |
| 2         | Roy Curvers      |                       |                          | 128e plaats    |
| 3         | Chad Haga        |                       |                          | 71e plaats     |
| 4         | Chris Hamilton   |                       |                          | 103e plaats    |
| 5         | Lennard Hofstede |                       |                          | 144e plaats    |
| 6         | Sam Oomen        |                       |                          | 9e plaats      |
| 7         | Laurens ten Dam  |                       |                          | 35e plaats     |
| 8         | Louis Vervaeke   |                       | Uitgevallen in etappe 19 | DNF            |

### AG2R La Mondiale
| rugnummer | renner            | prestaties deze ronde | opmerkingen | eindklassering |
| --------- | ----------------- | --------------------- | ----------- | -------------- |
| 11        | Alexandre Geniez  |                       |             | 11e plaats     |
| 12        | François Bidard   |                       |             | 37e plaats     |
| 13        | Mikaël Cherel     |                       |             | DNF            |
| 14        | Nico Denz         |                       |             | 62e plaats     |
| 15        | Hubert Dupont     |                       |             | 20e plaats     |
| 16        | Quentin Jauregui  |                       |             | 48e plaats     |
| 17        | Matteo Montaguti  |                       |             | 42e plaats     |
| 18        | Clément Venturini |                       |             | 104e plaats    |

### Androni-Sidermec-Bottecchia
| rugnummer | renner            | prestaties deze ronde | opmerkingen | eindklassering |
| --------- | ----------------- | --------------------- | ----------- | -------------- |
| 21        | Francesco Gavazzi |                       |             | 53e plaats     |
| 22        | Davide Ballerini  |                       |             | 68e plaats     |
| 23        | Manuel Belletti   |                       |             | 123e plaats    |
| 24        | Mattia Cattaneo   |                       |             | 33e plaats     |
| 25        | Marco Frapporti   |                       |             | 119e plaats    |
| 26        | Fausto Masnada    |                       |             | 26e plaats     |
| 27        | Rodolfo Torres    |                       |             | 59e plaats     |
| 28        | Andrea Vendrame   |                       |             | 90e plaats     |

### Astana Pro Team
| rugnummer | renner             | prestaties deze ronde                      | opmerkingen       | eindklassering |
| --------- | ------------------ | ------------------------------------------ | ----------------- | -------------- |
| 31        | Miguel Ángel López | 14e, 15e, 16e, 17e, 18e, 19e en 21e etappe |                   | 3e plaats      |
| 32        | Peio Bilbao        |                                            |                   | 6e plaats      |
| 33        | Jan Hirt           |                                            |                   | 46e plaats     |
| 34        | Tanel Kangert      |                                            | Opgave 13e etappe | DNF            |
| 35        | Aleksej Loetsenko  |                                            |                   | 87e plaats     |
| 36        | Luis León Sánchez  |                                            |                   | 25e plaats     |
| 37        | Davide Villella    |                                            |                   | 70e plaats     |
| 38        | Andrej Zejts       |                                            |                   | 67e plaats     |

### Bahrain-Merida
| rugnummer | renner              | prestaties deze ronde | opmerkingen                                                         | eindklassering |
| --------- | ------------------- | --------------------- | ------------------------------------------------------------------- | -------------- |
| 41        | Domenico Pozzovivo  |                       |                                                                     | 5e plaats      |
| 42        | Manuele Boaro       |                       |                                                                     | 75e plaats     |
| 43        | Niccolò Bonifazio   |                       |                                                                     | 113e plaats    |
| 44        | Matej Mohorič       | Winnaar: 10e etappe   |                                                                     | 30e plaats     |
| 45        | Antonio Nibali      |                       |                                                                     | 100e plaats    |
| 46        | Domen Novak         |                       |                                                                     | 101e plaats    |
| 47        | Kanstantsin Siwtsow |                       | Opgave voor de start van de 1e rit na een val tijdens de verkenning | DNF            |
| 48        | Giovanni Visconti   |                       |                                                                     | 38e plaats     |

### Bardiani CSF
| rugnummer | renner             | prestaties deze ronde   | opmerkingen       | eindklassering |
| --------- | ------------------ | ----------------------- | ----------------- | -------------- |
| 51        | Giulio Ciccone     |                         |                   | 40e plaats     |
| 52        | Simone Andreetta   |                         |                   | 125e plaats    |
| 53        | Enrico Barbin      | 2e, 3e, 4e en 5e etappe |                   | 94e plaats     |
| 54        | Andrea Guardini    |                         | Opgave 4e etappe  | DNF            |
| 55        | Mirco Maestri      |                         | Opgave 19e etappe | DNF            |
| 56        | Manuel Senni       |                         | Opgave 15e etappe | DNF            |
| 57        | Paolo Simion       |                         |                   | 145e plaats    |
| 58        | Alessandro Tonelli | Opgave 15e etappe\|     | DNF               |                |

### BMC Racing Team
| rugnummer | renner               | prestaties deze ronde                       | opmerkingen       | eindklassering |
| --------- | -------------------- | ------------------------------------------- | ----------------- | -------------- |
| 61        | Rohan Dennis         | Winnaar: 16e etappe 2e, 3e, 4e en 5e etappe |                   | 16e plaats     |
| 62        | Alessandro De Marchi |                                             |                   | 65e plaats     |
| 63        | Jempy Drucker        |                                             |                   | 118e plaats    |
| 64        | Kilian Frankiny      |                                             |                   | 43e plaats     |
| 65        | Nicolas Roche        |                                             | Opgave 15e etappe | DNF            |
| 66        | Jürgen Roelandts     |                                             |                   | 124e plaats    |
| 67        | Francisco Ventoso    |                                             |                   | 89e plaats     |
| 68        | Loïc Vliegen         |                                             | Opgave 15e etappe | DNF            |

### BORA-hansgrohe
| rugnummer | renner              | prestaties deze ronde          | opmerkingen      | eindklassering |
| --------- | ------------------- | ------------------------------ | ---------------- | -------------- |
| 71        | Davide Formolo      |                                |                  | 10e plaats     |
| 72        | Cesare Benedetti    |                                |                  | 108e plaats    |
| 73        | Sam Bennett         | Winnaar: 7e en 12e, 21e etappe |                  | 112e plaats    |
| 74        | Felix Großschartner |                                |                  | 27e plaats     |
| 75        | Patrick Konrad      |                                |                  | 7e plaats      |
| 76        | Christoph Pfingsten |                                |                  | 58e plaats     |
| 77        | Andreas Schillinger |                                |                  | 139e plaats    |
| 78        | Rüdiger Selig       |                                | Opgave 6e etappe | DNF            |

### Groupama-FDJ
| rugnummer | renner                | prestaties deze ronde | opmerkingen       | eindklassering |
| --------- | --------------------- | --------------------- | ----------------- | -------------- |
| 81        | Thibaut Pinot         |                       | Opgave 20e etappe | DNF            |
| 82        | William Bonnet        |                       | Opgave 19e etappe | DNF            |
| 83        | Matthieu Ladagnous    |                       | Opgave 21e etappe | DNF            |
| 84        | Steve Morabito        |                       |                   | 79e plaats     |
| 85        | Georg Preidler        |                       |                   | 29e plaats     |
| 86        | Sébastien Reichenbach |                       |                   | 22e plaats     |
| 87        | Anthony Roux          |                       |                   | 76e plaats     |
| 88        | Jérémy Roy            |                       |                   | 109e plaats    |

### Israel Cycling Academy
| rugnummer | renner            | prestaties deze ronde | opmerkingen      | eindklassering |
| --------- | ----------------- | --------------------- | ---------------- | -------------- |
| 91        | Ben Hermans       |                       |                  | 45e plaats     |
| 92        | Guillaume Boivin  |                       |                  | 117e plaats    |
| 93        | Zakkari Dempster  |                       |                  | 126e plaats    |
| 94        | Krists Neilands   |                       |                  | 73e plaats     |
| 95        | Guy Niv           |                       | Opgave 5e etappe | DNF            |
| 96        | Rubén Plaza       |                       |                  | 47e plaats     |
| 97        | Kristian Sbaragli |                       |                  | 111e plaats    |
| 98        | Guy Sagiv         |                       |                  | 141e plaats    |

### Lotto Soudal
| rugnummer | renner             | prestaties deze ronde | opmerkingen       | eindklassering |
| --------- | ------------------ | --------------------- | ----------------- | -------------- |
| 101       | Tim Wellens        | Winnaar: 4e etappe    |                   | DNF            |
| 102       | Sander Armée       |                       |                   | 57e plaats     |
| 103       | Lars Bak           |                       |                   | 106e plaats    |
| 104       | Victor Campenaerts |                       | Opgave 17e etappe | DNF            |
| 105       | Jens Debusschere   |                       |                   | 136e plaats    |
| 106       | Adam Hansen        |                       |                   | 60e plaats     |
| 107       | Tosh Van der Sande |                       | Opgave 17e etappe | DNF            |
| 109       | Frederik Frison    |                       |                   | 142e plaats    |

### Mitchelton-Scott
| rugnummer | renner                  | prestaties deze ronde | opmerkingen | eindklassering |
| --------- | ----------------------- | --- | ----------- | -------------- |
| 111       | Esteban Chaves          | Winnaar: 6e etappe 6e, 7e en 8e etappe |             | 72e plaats     |
| 112       | Sam Bewley              | |             | 130e plaats    |
| 113       | Jack Haig               | |             | 36e plaats     |
| 114       | Christopher Juul-Jensen | |             | 74e plaats     |
| 115       | Roman Kreuziger         | |             | 55e plaats     |
| 116       | Mikel Nieve             | Winnaar: 20e etappe |             | 17e plaats     |
| 117       | Svein Tuft              | |             | 147e plaats    |
| 118       | Simon Yates             | Winnaar: 9e, 11e en 15e etappe 6e, 7e, 8e, 9e, 10e, 11e, 12e, 13e, 14e, 15e, 16e, 17e en 18e etappe 9e, 10e, 11e, 12e, 13e, 14e, 15e, 16e, 17e en 18e etappe |             | 21e plaats     |

### Movistar Team
| rugnummer | renner             | prestaties deze ronde                                          | opmerkingen       | eindklassering |
| --------- | ------------------ | -------------------------------------------------------------- | ----------------- | -------------- |
| 121       | Carlos Betancur    |                                                                |                   | 15e plaats     |
| 122       | Richard Carapaz    | Winnaar: 8e etappe 6e, 7e, 8e, 9e, 10e, 11e, 12e en 13e etappe |                   | 4e plaats      |
| 123       | Víctor de la Parte |                                                                |                   | 39e plaats     |
| 124       | Rubén Fernández    |                                                                |                   | 85e plaats     |
| 125       | Antonio Pedrero    |                                                                |                   | 92e plaats     |
| 126       | Dayer Quintana     |                                                                |                   | 82e plaats     |
| 127       | Eduardo Sepúlveda  |                                                                |                   | 96e plaats     |
| 128       | Rafael Valls       |                                                                | Opgave 10e etappe | DNF            |

### Quick-Step Floors
| rugnummer | renner                | prestaties deze ronde | opmerkingen | eindklassering |
| --------- | --------------------- | --- | ----------- | -------------- |
| 131       | Elia Viviani          | Winnaar: 2e, 3e, 13e en 17e 2e, 3e, 4e, 5e, 6e, 7e, 8e, 9e, 10e, 10e, 11e, 12e, 13e, 14e, 15e, 16e, 17e, 18e, 19e en 21e etappe |             | 132e plaats    |
| 132       | Eros Capecchi         | |             | 49e plaats     |
| 133       | Rémi Cavagna          | |             | 115e plaats    |
| 134       | Michael Mørkøv        | |             | 107e plaats    |
| 135       | Fabio Sabatini        | |             | 129e plaats    |
| 136       | Maximilian Schachmann | Winnaar: 18e etappe 1e, 2e, 3e, 4e en 5e etappe                                                                                 |             | 31e plaats     |
| 137       | Florian Sénéchal      | |             | 135e plaats    |
| 138       | Zdeněk Štybar         | |             | 80e plaats     |

### Team Dimension Data
| rugnummer | renner                     | prestaties deze ronde | opmerkingen       | eindklassering |
| --------- | -------------------------- | --------------------- | ----------------- | -------------- |
| 141       | Louis Meintjes             |                       | Opgave 17e etappe | DNF            |
| 142       | Igor Antón                 |                       | Opgave 15e etappe | DNF            |
| 143       | Natnael Berhane            |                       |                   | 83e plaats     |
| 144       | Ryan Gibbons               |                       |                   | 84e plaats     |
| 145       | Benjamin King              |                       |                   | 44e plaats     |
| 146       | Ben O'Connor               |                       | Opgave 19e etappe | DNF            |
| 147       | Jacques Janse van Rensburg |                       |                   | 78e plaats     |
| 148       | Jaco Venter                |                       |                   | 95e plaats     |

### Team EF Education First-Drapac p/b Cannondale
| rugnummer | renner           | prestaties deze ronde | opmerkingen       | eindklassering |
| --------- | ---------------- | --------------------- | ----------------- | -------------- |
| 151       | Michael Woods    |                       |                   | 19e plaats     |
| 152       | Thomas Scully    |                       | Opgave 14e etappe | DNF            |
| 153       | Hugh Carthy      |                       |                   | 77e plaats     |
| 154       | Mitchell Docker  |                       |                   | 131e plaats    |
| 155       | Joe Dombrowski   |                       |                   | 63e plaats     |
| 156       | Sacha Modolo     |                       |                   | 88e plaats     |
| 157       | Tom Van Asbroeck |                       |                   | 133e plaats    |
| 158       | Nathan Brown     |                       |                   | 52e plaats     |

### Team Katjoesja Alpecin
| rugnummer | renner                 | prestaties deze ronde | opmerkingen | eindklassering |
| --------- | ---------------------- | --------------------- | ----------- | -------------- |
| 161       | Maksim Belkov          |                       |             | 127e plaats    |
| 162       | Alex Dowsett           |                       |             | 120e plaats    |
| 163       | José Gonçalves         |                       |             | 14e plaats     |
| 164       | Vjatsjeslav Koeznetsov |                       |             | 105e plaats    |
| 165       | Maurits Lammertink     |                       |             | 41e plaats     |
| 166       | Tony Martin            |                       |             | 110e plaats    |
| 167       | Baptiste Planckaert    |                       |             | 116e plaats    |
| 168       | Mads Würtz Schmidt     |                       |             | 81e plaats     |

### Team LottoNL-Jumbo
| rugnummer | renner            | prestaties deze ronde | opmerkingen | eindklassering |
| --------- | ----------------- | --------------------- | ----------- | -------------- |
| 171       | Enrico Battaglin  | Winnaar: 5e etappe    |             | 34e plaats     |
| 172       | George Bennett    |                       |             | 8e plaats      |
| 173       | Koen Bouwman      |                       |             | 50e plaats     |
| 174       | Jos van Emden     |                       |             | 99e plaats     |
| 175       | Robert Gesink     |                       |             | 23e plaats     |
| 176       | Gijs Van Hoecke   |                       |             | 122e plaats    |
| 177       | Bert-Jan Lindeman |                       |             | 114e plaats    |
| 178       | Danny van Poppel  |                       |             | 121e plaats    |

### Team Sky
| rugnummer | renner           | prestaties deze ronde                                                                  | opmerkingen       | eindklassering |
| --------- | ---------------- | -------------------------------------------------------------------------------------- | ----------------- | -------------- |
| 181       | Chris Froome     | Winnaar: 14e en 19e etappe 19e, 20e etappe en 21e etappe 19e, 20e etappe en 21e etappe |                   | 1e plaats      |
| 182       | David de la Cruz |                                                                                        |                   | 56e plaats     |
| 183       | Kenny Elissonde  |                                                                                        |                   | 51e plaats     |
| 184       | Sergio Henao     |                                                                                        |                   | 13e plaats     |
| 185       | Vasil Kiryjenka  |                                                                                        | Opgave 19e etappe | DNF            |
| 186       | Christian Knees  |                                                                                        |                   | 91e plaats     |
| 187       | Wout Poels       |                                                                                        |                   | 12e plaats     |
| 188       | Salvatore Puccio |                                                                                        |                   | 64e plaats     |

### Trek-Segafredo
| rugnummer | renner             | prestaties deze ronde | opmerkingen | eindklassering |
| --------- | ------------------ | --------------------- | ----------- | -------------- |
| 191       | Gianluca Brambilla |                       |             | 18e plaats     |
| 192       | Laurent Didier     |                       |             | 97e plaats     |
| 193       | Niklas Eg          |                       |             | 93e plaats     |
| 194       | Markel Irizar      |                       |             | 134e plaats    |
| 195       | Ryan Mullen        |                       |             | 138e plaats    |
| 196       | Jarlinson Pantano  |                       |             | 54e plaats     |
| 197       | Boy van Poppel     |                       |             | 137e plaats    |
| 198       | Mads Pedersen      |                       |             | 140e plaats    |

### UAE Team Emirates
| rugnummer | renner               | prestaties deze ronde | opmerkingen       | eindklassering |
| --------- | -------------------- | --------------------- | ----------------- | -------------- |
| 201       | Fabio Aru            |                       | Opgave 19e etappe | DNF            |
| 202       | Darwin Atapuma       |                       |                   | 61e plaats     |
| 203       | Valerio Conti        |                       |                   | 24e plaats     |
| 204       | Vegard Stake Laengen |                       |                   | 102e plaats    |
| 205       | Marco Marcato        |                       |                   | 69e plaats     |
| 206       | Manuele Mori         |                       |                   | 66e plaats     |
| 207       | Jan Polanc           |                       |                   | 32e plaats     |
| 208       | Diego Ulissi         |                       |                   | 28e plaats     |

### Wilier Triestina-Selle Italia
| rugnummer | renner          | prestaties deze ronde | opmerkingen      | eindklassering |
| --------- | --------------- | --------------------- | ---------------- | -------------- |
| 211       | Jakub Mareczko  |                       | Opgave 9e etappe | DNF            |
| 212       | Liam Bertazzo   |                       |                  | 143e plaats    |
| 213       | Marco Coledan   |                       |                  | 146e plaats    |
| 214       | Giuseppe Fonzi  |                       |                  | 149e plaats    |
| 215       | Jacopo Mosca    |                       |                  | 98e plaats     |
| 216       | Alex Turrin     |                       |                  | 86e plaats     |
| 217       | Edoardo Zardini |                       | Opgave 7e etappe | DNF            |
| 218       | Eugert Zhupa    |                       |                  | 148e plaats    |

## Deelnemers per land
| Deelnemers | Land                                                                         |
| ---------- | ---------------------------------------------------------------------------- |
| 45         | Italië                                                                       |
| 14         | Frankrijk                                                                    |
| 13         | België, Nederland                                                            |
| 12         | Spanje                                                                       |
| 8          | Colombia                                                                     |
| 7          | Duitsland                                                                    |
| 6          | Australië, Denemarken                                                        |
| 4          | Nieuw-Zeeland, Verenigde Staten, Verenigd Koninkrijk, Zuid-Afrika            |
| 3          | Canada, Ierland, Oostenrijk, Slovenië, Tsjechië, Zwitserland                 |
| 2          | Israël, Kazachstan, Luxemburg, Rusland, Wit-Rusland                          |
| 1          | Albanië, Argentinië, Ecuador, Estland, Eritrea, Letland, Noorwegen, Portugal |